# Dasychira pinicola
Dasychira pinicola és una espècie de lepidòpter ditrisi de la família dels erèbids (Erebidae), subfamília Lymantriinae.

## Distribució
Es troba a Nova Jersey, Massachusetts, Wisconsin i Minnesota.

## Biologia
Les larves s'alimenten d'espècies de Pinus, incloent Pinus banksiana.